# Yang Yuting
Yang Yuting  (楊宇霆), (1886–1929) fue un general de la camarilla de Fengtian, gobernador militar de Jiangsu de agosto a noviembre de 1925. Fue ajusticiado por Zhang Xueliang durante la lucha por el control de la camarilla tras el asesinato de Zhang Zuolin en el atentado conocido como incidente de Huanggutun, organizado por oficiales japoneses.